# Næsby Sogn (Odense Kommune)
 For alternative betydninger, se Næsby Sogn. (Se også artikler, som begynder med Næsby Sogn)
Næsby Sogn er et sogn i Hjallese Provsti (Fyens Stift).
Næsby Kirke blev i 1942 indviet som filialkirke til Næsbyhoved-Broby Kirke. Næsby blev et kirkedistrikt i Næsbyhoved-Broby Sogn, som havde hørt til Odense Herred i Odense Amt. I 1965 blev Næsby Kirkedistrikt udskilt som det selvstændige Næsby Sogn. Allesø-Næsbyhoved Broby sognekommune inkl. Næsby Sogn blev ved kommunalreformen i 1970 indlemmet i Odense Kommune.
I sognet findes følgende autoriserede stednavne:
- Kirkendrup (bebyggelse, ejerlav)
- Næsby (bebyggelse, ejerlav)
- Søhus (bebyggelse)